# Pycnomerus
Pycnomerus is een geslacht van kevers uit de familie somberkevers (Zopheridae).

## Soorten
Deze lijst is mogelijk niet compleet.
| - P. abnormis - P. ankaratra - P. annae - P. anophthalmus - P. arizonica - P. arizonicus - P. basilewskyi - P. betschi - P. borbonicus - P. brunni - P. cribricollis - P. darlingtoni | - P. doelloi - P. fuliginosus - P. germaini - P. ghanensis - P. gomyi - P. grouvellei - P. haematodes - P. hottae - P. inexpectus - P. italicus - P. langelandioides - P. lefevrei | - P. lineatus - P. longior - P. lucida - P. microphtalmus - P. mocquerysi - P. nova - P. parvulus - P. peregrinus - P. planus - P. porosa - P. quercus - P. reflexus | - P. reitteri - P. ruwenzoricus - P. seychellensis - P. stenosoma - P. sulcicollis - P. tenuiculus - P. terebrans - P. thrinax - P. uniformis - P. valentinei - P. verrucicollis |